# فرانك دبليو. أنغيل
فرانك دبليو. أنغيل (بالإنجليزية: Frank W. Angell)‏ هو مهندس معماري أمريكي، ولد في 6 أغسطس 1852 في بروفيدنس في الولايات المتحدة، وتوفي في 16 ديسمبر 1943 في كرانستون في الولايات المتحدة.